# Toripolliisi

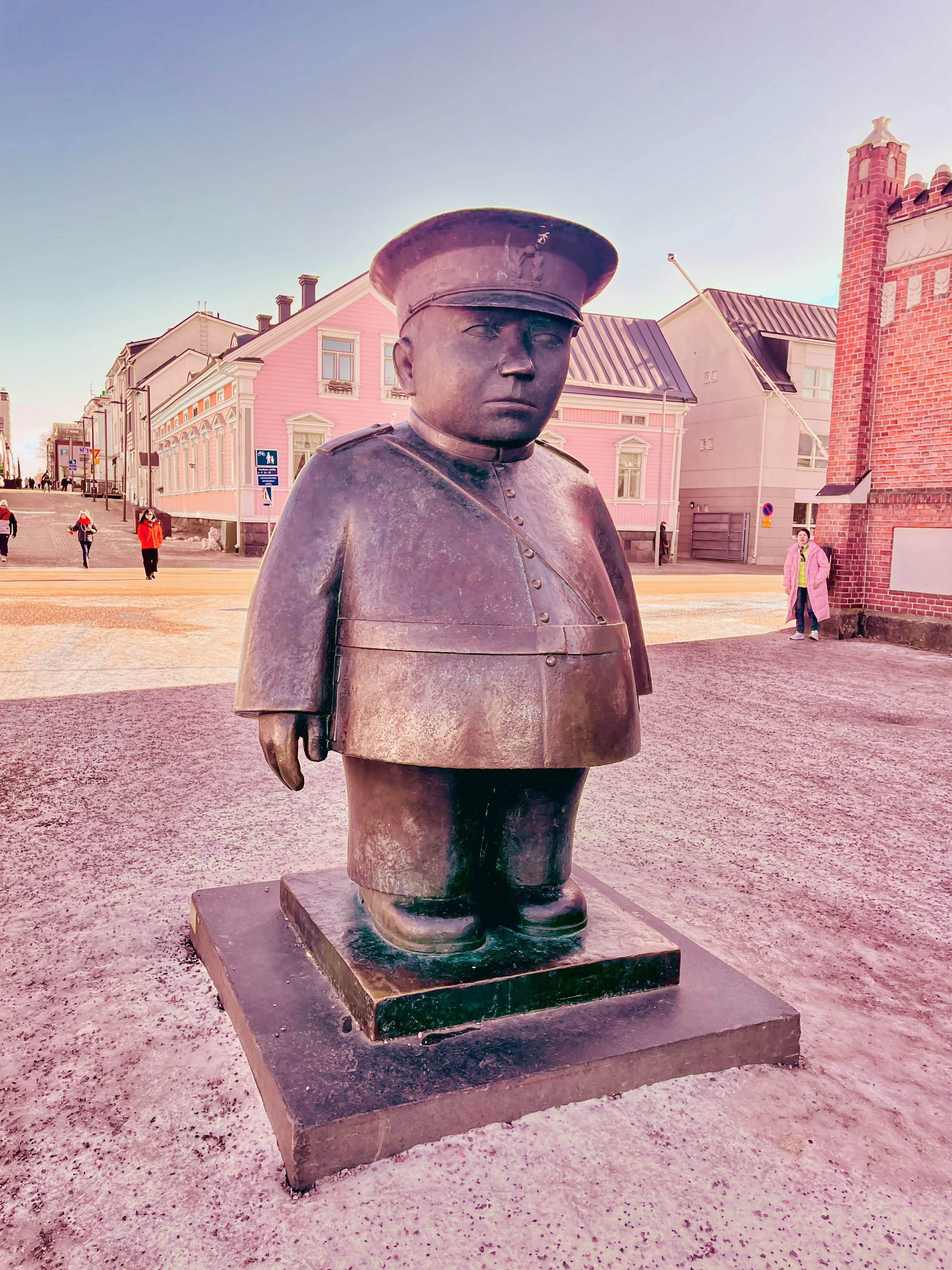
Toripolliisi

Toripolliisi (dt. Marktpolizist) ist eine 2,20 Meter hohe Statue aus Bronze auf dem Marktplatz der finnischen Stadt Oulu. Es handelt sich bei der Statue um die Darstellung eines korpulenten Schutzpolizisten.
Entworfen wurde der Toripolliisi von Kaarlo Mikkonen (1920–2001). Es ist seine einzige öffentlich ausgestellte Statue. Das Geld wurde durch Spenden der Bürger von Oulu aufgebracht. Im September 1987 wurde die Statue schließlich errichtet und eingeweiht. Sie gilt heute als eines der Wahrzeichen der Stadt.
Der Toripolliisi ist Schutzpolizisten gewidmet, die früher auf dem Ouluer Marktplatz für Ordnung und Ruhe sorgten.
In Leverkusen-Schlebusch an der Oulustraße regelt seit dem 8. Mai 2019 an einer Fußgängerampel der „Toripolliisi“, der Marktpolizist in Leverkusens Partnerstadt Oulu, als „Ampelmännchen“ den Verkehr. Dadurch soll die Wertschätzung der mittlerweile über 50 Jahre bestehenden Städtepartnerschaft zwischen Leverkusen und Oulu (1968–2018) zum Ausdruck gebracht werden.